# Vydřík hbitý
Vydřík hbitý (Potamogale velox) je druh semiakvatického afrosoricida obývajícího rovníkovou Afriku (konkrétně Nigérii, Kamerun, Čad, Gabon, Středoafrickou republiku, Kongo, Demokratickou republiku Kongo, Jižní Súdán, severní Angolu, Ugandu, Zambii, Keňu a Tanzanii). Dosahuje délky až 35 cm (s ocasem přes 60 cm) a váží 300 gramů až 1 kilogram. Jeho ocas je velmi svalnatý a ze stran zploštělý, díky čemuž plave podobným stylem jako krokodýli (a tím se liší od jiných vodních savců). Je největším žijícím afrosoricidem. Vzhledem a způsobem života připomíná vydry, s nimiž však není nijak příbuzný, jde o případ adaptace na obdobné životní podmínky. Žije v deštných pralesích do nadmořské výšky 1 800 metrů. Obývá oblasti podél menších vodních toků, okolí jezírek a bažiny. Hloubí si nory v bahnitých březích, obvykle pod stromem. Umí velmi rychle a obratně plavat. Kořist loví v noci, živí se kraby, rybami, krevetami, obojživelníky a hmyzem. Je samotářským teritoriálním živočichem, rozmnožování probíhá v období dešťů, ve vrhu je jedno nebo častěji dvě mláďata. O životě vydříků se dosud ví jen málo, odchov v zajetí se nedaří. IUCN vede tento druh jako málo dotčený, nicméně s ubývající populací. Hlavní hrozbou je pro něj ztráta biotopů vinou odlesňování.